# Александър Кръстевски-Кошка
Вижте пояснителната страница за други личности с името Александър Кръстевски.
Александър Кръстевски-Кошка (на македонска литературна норма: Александар Крстевски-Кошка) е историк, архивист и публицист от Република Македония.

## Биография
Роден е през 1932 година в тиквешкото градче Кавадарци, тогава в Кралство Югославия. Завършва основно образование и гимназия в Битоля, сред което история във Философския факултет на Скопския университет. Работи като учител по история, а от 1965 година като научен съветник и след това ръководител на Историческия архив в Битоля. Под неговото ръководство Архивът прави много изложби.
Автор е на много научни изследвания. В 1996 година получава наградата „4-ти ноември“ на град Битоля.
Умира в 2003 година в Битоля.